# Lista de voos tripulados para a ISS (2009–2019)
Lista de voos tripulados para a ISS que ocorreram no período entre 2009 (STS-119) e 2019 (Soyuz MS-15).

## Lista
| #    | Missão        | Tripulação | Imagem                  | Período                 | Duração                                                                                              | Notas | Ref.   |
| 2009 | 2009          | 2009 | 2009                    | 2009                    | 2009                                                                                                 | 2009 | 2009   |
| ---- | ------------- | --- | ----------------------- | ----------------------- | --- | --- | ------ |
| 45   |               | Lee Archambault Dominic Antonelli Joseph Acaba Steven Swanson Richard Arnold John Phillips                                     |                         | 15.03. — 28.03.2009     | 12d 19h 29m 41s                                                                                      | Entrega do S6 Truss. Inspeção do ônibus a partir da ISS. 3 caminhadas espaciais. | [ 1 ]  |
| 45   | Discovery     | Koichi Wakata | 15.03. — 31.07.2009     | 137d 15h 04m 23s        | Expedição 18. Retornou na STS-127.                                                                   | | [ 1 ]  |
| 46   | Soyuz TMA-14  | Gennady Padalka Michael Barratt                                                                                                |                         | 26.03. — 11.10.2009     | 198d 16h 42m 25s                                                                                     | Expedição 19. | [ 2 ]  |
| 46   | Soyuz TMA-14  | Charles Simonyi | 26.03. — 08.04.2009     | 12d 19h 25m 52s         | 16ª Expedição Visitante. 1º turista espacial a voar duas vezes. Retornou na Soyuz TMA-13.            | | [ 2 ]  |
| 47   | Soyuz TMA-15  | Roman Romanenko Frank De Winne Robert Thirsk                                                                                   |                         | 27.05. — 01.12,2009     | 187d 20h 41m 38s                                                                                     | Expedição 20/21. | [ 3 ]  |
| 48   |               | Mark Polansky Douglas Hurley David Wolf Christopher Cassidy Julie Payette Thomas Marshburn                                     |                         | 15.07. — 31.07.2009     | 15d 16h 44m 57s                                                                                      | Entrega do Kibō Exposed Facility & Logistics Module Exposed Section. Inspeção do ônibus a partir da ISS. 5 caminhadas espaciais.                                                          | [ 4 ]  |
| 48   | Endeavour     | Timothy Kopra | 15.07. — 12.09.2009     | 58d 02h 50m 10s         | Expedição 20. Retornou na STS-128.                                                                   | | [ 4 ]  |
| 49   |               | Frederick Sturckow Kevin Ford Patrick Forrester José Hernández John Olivas Christer Fuglesang                                  |                         | 29.08. — 12.09.2009     | 13d 20h 53m 43s                                                                                      | Uso do MPLM. Inspeção do ônibus a partir da ISS. 3 caminhadas espaciais. | [ 5 ]  |
| 49   | Discovery     | Nicole Stott | 29.08. — 27.11.2009     | 90d 10h 44m 43s         | Expedição 20. Retornou na STS-129.                                                                   | | [ 5 ]  |
| 50   | Soyuz TMA-16  | Maksim Surayev Jeffrey Williams                                                                                                |                         | 30.09.2009 — 18.03.2010 | 169d 04h 09m 19s                                                                                     | Expedição 21/22. | [ 6 ]  |
| 50   | Soyuz TMA-16  | Guy Laliberté | 30.09. — 11.10.2009     | 10d 21h 16m 58s         | 17ª Expedição Visitante. 8º turista espacial. Retornou na Soyuz TMA-14.                              | | [ 6 ]  |
| 51   |               | Charles Hobaugh Barry Wilmore Randolph Bresnik Michael Foreman Leland Melvin Robert Satcher                                    |                         | 16.11. — 27.11.2009     | 10d 19h 16m 10s                                                                                      | Entrega do ELC 1/2 [en]. Inspeção do ônibus a partir da ISS. 3 caminhadas espaciais. | [ 7 ]  |
| 51   | Atlantis      | Charles Hobaugh Barry Wilmore Randolph Bresnik Michael Foreman Leland Melvin Robert Satcher                                    |                         | 16.11. — 27.11.2009     | 10d 19h 16m 10s                                                                                      | Entrega do ELC 1/2 [en]. Inspeção do ônibus a partir da ISS. 3 caminhadas espaciais. | [ 7 ]  |
| 52   | Soyuz TMA-17  | Oleg Kotov Timothy Creamer Soichi Noguchi                                                                                      |                         | 20.12.2009 — 02.06.2010 | 163d 05h 32m 32s                                                                                     | Expedição 22/Expedição 23. | [ 8 ]  |
| 2010 |               | |                         |                         | | |        |
| 53   |               | George Zamka Terry Virts Kathryn Hire Stephen Robinson Nicholas Patrick Robert Behnken                                         |                         | 08.02. — 22.02.2010     | 13d 18h 06m 22s                                                                                      | Entrega do Node 3 e a Cúpula. Inspeção do ônibus a partir da ISS. 3 caminhadas espaciais.                                                                                                 | [ 9 ]  |
| 53   | Endeavour     | George Zamka Terry Virts Kathryn Hire Stephen Robinson Nicholas Patrick Robert Behnken                                         |                         | 08.02. — 22.02.2010     | 13d 18h 06m 22s                                                                                      | Entrega do Node 3 e a Cúpula. Inspeção do ônibus a partir da ISS. 3 caminhadas espaciais.                                                                                                 | [ 9 ]  |
| 54   | Soyuz TMA-18  | Alexandr Skvortsov Mikhail Kornienko Tracy Caldwell                                                                            |                         | 02.04. — 25.09.2010     | 176d 01h 18m 38s                                                                                     | Expedição 23/24. | [ 10 ] |
| 55   |               | Alan Poindexter James Dutton Richard Mastracchio Dorothy Metcalf-Lindenburger Stephanie Wilson Naoko Yamazaki Clayton Anderson |                         | 05.04. — 20.04.2010     | 15d 02h 47m 09s                                                                                      | Uso do MPLM. Inspeção do ônibus a partir da ISS. 3 caminhadas espaciais. | [ 11 ] |
| 55   | Discovery     | Alan Poindexter James Dutton Richard Mastracchio Dorothy Metcalf-Lindenburger Stephanie Wilson Naoko Yamazaki Clayton Anderson |                         | 05.04. — 20.04.2010     | 15d 02h 47m 09s                                                                                      | Uso do MPLM. Inspeção do ônibus a partir da ISS. 3 caminhadas espaciais. | [ 11 ] |
| 56   |               | Kenneth Ham Dominic Antonelli Garrett Reisman Michael Good Stephen Bowen Piers Sellers                                         |                         | 14.05. — 26.05.2010     | 11d 18h 27m 59s                                                                                      | Entrega do Rassvet. Inspeção do ônibus a partir da ISS. 3 caminhadas espaciais. | [ 12 ] |
| 56   | Atlantis      | Kenneth Ham Dominic Antonelli Garrett Reisman Michael Good Stephen Bowen Piers Sellers                                         |                         | 14.05. — 26.05.2010     | 11d 18h 27m 59s                                                                                      | Entrega do Rassvet. Inspeção do ônibus a partir da ISS. 3 caminhadas espaciais. | [ 12 ] |
| 57   | Soyuz TMA-19  | Fyodor Yurchikhin Shannon Walker Douglas Wheelock                                                                              |                         | 15.06. — 26.11.2010     | 163d 07h 11m 34s                                                                                     | Expedição 24/25. | [ 13 ] |
| 58   | Soyuz TMA-01M | Alexander Kaleri Oleg Skripochka Scott Kelly                                                                                   |                         | 07.10.2010 — 16.03.2011 | 159d 08h 43m 10s                                                                                     | Expedição 25/26. | [ 14 ] |
| 59   | Soyuz TMA-20  | Dmitri Kondratyev Paolo Nespoli Catherine Coleman                                                                              |                         | 15.12.2010 — 24.05.2011 | 159d 07h 17m 15s                                                                                     | Expedição 26/27. | [ 15 ] |
| 2011 |               | |                         |                         | | |        |
| 60   |               | Steven Lindsey Eric Boe Benjamin Drew Stephen Bowen Michael Barratt Nicole Stott                                               |                         | 24.02. — 09.03.2011     | 12d 19h 03m 51s                                                                                      | Entrega do ELC4 [en]. Entrega do PMM [en]. Inspeção do ônibus a partir da ISS. 2 caminhadas espaciais. Último voo do Discovery.                                                           | [ 16 ] |
| 60   | Discovery     | Steven Lindsey Eric Boe Benjamin Drew Stephen Bowen Michael Barratt Nicole Stott                                               |                         | 24.02. — 09.03.2011     | 12d 19h 03m 51s                                                                                      | Entrega do ELC4 [en]. Entrega do PMM [en]. Inspeção do ônibus a partir da ISS. 2 caminhadas espaciais. Último voo do Discovery.                                                           | [ 16 ] |
| 61   | Soyuz TMA-21  | Aleksandr Samokutyayev Andrei Borisenko Ronald Garan Jr.                                                                       |                         | 04.04 — 16.09.2011      | 164d 05h 41m 24s                                                                                     | Expedição 27/28. | [ 17 ] |
| 62   |               | Mark Kelly Gregory Johnson Michael Fincke Gregory Chamitoff Andrew Feustel Roberto Vittori                                     |                         | 16.05. — 01.06.2011     | 15d 17h 38m 22s                                                                                      | Entrega do AM-2. Entrega do ELC3 [en]. Inspeção do ônibus a partir da ISS. 4 caminhadas espaciais. Último voo do Endeavour.                                                               | [ 18 ] |
| 62   | Endeavour     | Mark Kelly Gregory Johnson Michael Fincke Gregory Chamitoff Andrew Feustel Roberto Vittori                                     |                         | 16.05. — 01.06.2011     | 15d 17h 38m 22s                                                                                      | Entrega do AM-2. Entrega do ELC3 [en]. Inspeção do ônibus a partir da ISS. 4 caminhadas espaciais. Último voo do Endeavour.                                                               | [ 18 ] |
| 63   | Soyuz TMA-02M | Sergei Volkov Satoshi Furukawa Michael Fossum                                                                                  |                         | 07.06. — 22.11.2011     | 167d 06h 12m 05s                                                                                     | Expedição 28/29. | [ 19 ] |
| 64   |               | Christopher Ferguson Douglas Hurley Sandra Magnus Rex Walheim                                                                  |                         | 08.07. — 21.07.2011     | 12d 18h 27m 52s                                                                                      | Uso do MPLM. Inspeção do ônibus a partir da ISS. 1 caminhada espacial. Último voo do Atlantis. Fim do programa do ônibus espacial. Última missão tripulada a partir dos EUA até a Demo-2. | [ 20 ] |
| 64   | Atlantis      | Christopher Ferguson Douglas Hurley Sandra Magnus Rex Walheim                                                                  |                         | 08.07. — 21.07.2011     | 12d 18h 27m 52s                                                                                      | Uso do MPLM. Inspeção do ônibus a partir da ISS. 1 caminhada espacial. Último voo do Atlantis. Fim do programa do ônibus espacial. Última missão tripulada a partir dos EUA até a Demo-2. | [ 20 ] |
| 65   | Soyuz TMA-22  | Anton Shkaplerov Anatoli Ivanishin Daniel Burbank                                                                              |                         | 14.11.2011 — 27.04.2012 | 165d 07h 31m 31s                                                                                     | Expedição 29/30. | [ 21 ] |
| 66   | Soyuz TMA-03M | Oleg Kononenko André Kuipers Donald Pettit                                                                                     |                         | 21.12.2011 — 01.07.2012 | 192d 18h 58m 28s                                                                                     | Expedição 30/31. | [ 22 ] |
| 2012 |               | |                         |                         | | |        |
| 67   | Soyuz TMA-04M | Gennady Padalka Sergei Revin Joseph Acaba                                                                                      |                         | 15.05. — 17.09.2012     | 124d 23h 51m 30s                                                                                     | Expedição 31/32. | [ 23 ] |
| 68   | Soyuz TMA-05M | Yuri Malenchenko Sunita Williams Akihiko Hoshide                                                                               |                         | 15.07. — 19.11.2012     | 126d 23h 13m 17s                                                                                     | Expedição 32/33. | [ 24 ] |
| 69   | Soyuz TMA-06M | Oleg Novitskiy Evgeny Tarelkin Kevin Ford                                                                                      |                         | 23.10.2012 — 16.03.2013 | 143d 16h 15m 02s                                                                                     | Expedição 33/34. | [ 25 ] |
| 70   | Soyuz TMA-07M | Roman Romanenko Chris Hadfield Thomas Marshburn                                                                                |                         | 19.12.2012 — 24.05.2013 | 145d 14h 18m 12s                                                                                     | Expedição 34/35. | [ 26 ] |
| 2013 |               | |                         |                         | | |        |
| 71   | Soyuz TMA-08M | Pavel Vinogradov Aleksandr Misurkin Christopher Cassidy                                                                        |                         | 28.03. — 11.09.2013     | 166d 06h 15m 08s                                                                                     | Expedição 35/36. | [ 27 ] |
| 72   | Soyuz TMA-09M | Fyodor Yurchikhin Luca Parmitano Karen Nyberg                                                                                  |                         | 28.05. — 11.11.2013     | 166d 06h 17m 36s                                                                                     | Expedição 36/37. | [ 28 ] |
| 73   | Soyuz TMA-10M | Oleg Kotov Sergei Ryazansky Michael Hopkins                                                                                    |                         | 25.09.2013 — 11.03.2014 | 166d 06h 24m 58s                                                                                     | Expedição 37/38. | [ 29 ] |
| 74   | Soyuz TMA-11M | Mikhail Tyurin Richard Mastracchio Koichi Wakata                                                                               |                         | 07.11.2013 — 14.05.2014 | 187d 21h 43m 52s                                                                                     | Expedição 38/39. | [ 30 ] |
| 2014 |               | |                         |                         | | |        |
| 75   | Soyuz TMA-12M | Alexandr Skvortsov Oleg Artemyev Steven Swanson                                                                                |                         | 25.03. — 11.09.2014     | 169d 05h 05m 46s                                                                                     | Expedição 39/40. | [ 31 ] |
| 76   | Soyuz TMA-13M | Maxim Surayev Gregory Wiseman Alexander Gerst                                                                                  |                         | 28.05. — 10.11.2014     | 165d 08h 01m 09s                                                                                     | Expedição 40/41. | [ 32 ] |
| 77   | Soyuz TMA-14M | Aleksandr Samokutyayev Yelena Serova Barry Wilmore                                                                             |                         | 25.09.2014 — 12.03.2015 | 167d 05h 42m 40s                                                                                     | Expedição 41/42. | [ 33 ] |
| 78   | Soyuz TMA-15M | Anton Shkaplerov Samantha Cristoforetti Terry Virts                                                                            |                         | 23.11.2014 — 11.06.2015 | 199d 16h 42m 43s                                                                                     | Expedição 42/43. | [ 34 ] |
| 2015 |               | |                         |                         | | |        |
| 79   | Soyuz TMA-16M | Gennady Padalka |                         | 27.03. — 12.09.2015     | 168d 05h 08m 34s                                                                                     | Expedição 43/44. | [ 35 ] |
| 79   | Soyuz TMA-16M | Mikhail Kornienko Scott Kelly                                                                                                  | 27.03.2015 — 02.03.2016 | 340d 08h 42m 54s        | Missão de um ano na EEI. ISS-43 até 46. Pousaram na Soyuz TMA-18M.                                   | | [ 35 ] |
| 80   | Soyuz TMA-17M | Oleg Kononenko Kimiya Yui Kjell Lindgren                                                                                       |                         | 22.07. — 11.12.2015     | 141d 16h 09m 46s                                                                                     | Expedição 44/45. | [ 36 ] |
| 81   | Soyuz TMA-18M | Sergei Volkov |                         | 02.09.2015 — 02.03.2016 | 181d 23h 48m 07s                                                                                     | Expedição 45/46. | [ 37 ] |
| 81   | Soyuz TMA-18M | Andreas Mogensen Aidyn Aimbetov                                                                                                | 02.09. — 12.09.2015     | 9d 20h 13m 47s          | 18º Expedição Visitante. Mogensen foi o primeiro astronauta da Dinamarca. Pousaram na Soyuz TMA-16M. | | [ 37 ] |
| 82   | Soyuz TMA-19M | Yuri Malenchenko Timothy Kopra Timothy Peake                                                                                   |                         | 15.12.2015 — 18.06.2016 | 185d 22h 11m 57s                                                                                     | Expedição 46/47. Peake foi o primeiro britânico a voar pela ESA. | [ 38 ] |
| 2016 |               | |                         |                         | | |        |
| 83   | Soyuz TMA-20M | Aleksei Ovchinin Oleg Skripochka Jeffrey Williams                                                                              |                         | 18.03. — 07.09.2016     | 172d 03h 46m 57s                                                                                     | Expedição 47/48. | [ 39 ] |
| 84   | Soyuz MS-01   | Anatoli Ivanishin Takuya Onishi Kathleen Rubins                                                                                |                         | 07.07. — 30.10.2016     | 115d 02h 21m 43s                                                                                     | Expedição 48/49. | [ 40 ] |
| 85   | Soyuz MS-02   | Sergei Ryjikov Andrei Borisenko Robert Kimbrough                                                                               |                         | 19.10.2016 — 20.04.2017 | 173d 03h 15m 08s                                                                                     | Expedição 49/50. | [ 41 ] |
| 86   | Soyuz MS-03   | Oleg Novitskiy Thomas Pesquet                                                                                                  |                         | 17.11.2016 — 02.06.2017 | 196d 17h 50m 18s                                                                                     | Expedição 50/51. | [ 42 ] |
| 86   | Soyuz MS-03   | Peggy Whitson | 17.11.2016 — 03.09.2017 | 289d 05h 01m 29s        | ISS-50 até 52. Pousou na Soyuz MS-04.                                                                | | [ 42 ] |
| 2017 |               | |                         |                         | | |        |
| 87   | Soyuz MS-04   | Fyodor Yurchikhin Jack Fischer                                                                                                 |                         | 20.04. — 03.09.2017     | 135d 18h 07m 58s                                                                                     | Expedição 51/52. | [ 43 ] |
| 88   | Soyuz MS-05   | Sergei Ryazansky Randy Bresnik Paolo Nespoli                                                                                   |                         | 28.07. — 14.12.2017     | 138d 16h 56m 35s                                                                                     | Expedição 52/53. | [ 44 ] |
| 89   | Soyuz MS-06   | Aleksandr Misurkin Mark Vande Hei Joseph Acaba                                                                                 |                         | 12.09.2017 — 28.02.2018 | 168d 05h 14m 04s                                                                                     | Expedição 53/54. | [ 45 ] |
| 90   | Soyuz MS-07   | Anton Shkaplerov Scott Tingle Norishige Kanai                                                                                  |                         | 17.12.2017 — 06.03.2018 | 168d 05h 18m 12s                                                                                     | Expedição 54/55. | [ 46 ] |
| 2018 |               | |                         |                         | | |        |
| 91   | Soyuz MS-08   | Oleg Artemyev Andrew Feustel Richard Arnold                                                                                    |                         | 21.03. — 04.10.2018     | 196d 18h 00m 15s                                                                                     | Expedição 55/56. | [ 47 ] |
| 92   | Soyuz MS-09   | Sergey Prokopyev Alexander Gerst Serena Auñón-Chancellor                                                                       |                         | 06.06. — 20.12.2018     | 196d 17h 50m 09s                                                                                     | Expedição 56/57. | [ 48 ] |
| 93   | Soyuz MS-10   | Aleksei Ovchinin Nick Hague |                         | 11.10.2018              | 19m 40s                                                                                              | Fariam parte da Expedição 57. Sofreu um aborto durante o lançamento, atingindo 90,3 km de altitude, com a tripulação sendo resgatada em segurança após o pouso.                           | [ 49 ] |
| 93   | Soyuz MS-11   | Oleg Kononenko David Saint-Jacques Anne McClain                                                                                |                         | 03.12.2018 — 25.06.2019 | 203d 15h 15m 50s                                                                                     | Expedição 57 até 59. | [ 50 ] |
| 2019 |               | |                         |                         | | |        |
| 94   | Soyuz MS-12   | Aleksei Ovchinin Nick Hague |                         | 14.03. — 03.10.2019     | 202d 15h 45m 13s                                                                                     | Expedição 59/60. Segunda tentativa dos tripulantes da Soyuz MS-10. | [ 51 ] |
| 94   | Soyuz MS-12   | Christina Koch | 14.03.2019 — 06.02.2020 | 328d 13h 58m 13s        | Expedição 59 até 61. Retornou na Soyuz MS-13.                                                        | | [ 51 ] |
| 95   | Soyuz MS-13   | Alexandr Skvortsov Luca Parmitano                                                                                              |                         | 20.07.2019 — 06.02.2020 | 200d 16h 44m 01s                                                                                     | Expedição 60/61. | [ 52 ] |
| 95   | Soyuz MS-13   | Andrew Morgan | 20.07.2019 — 17.04.2020 | 271d 12h 47m 50s        | Expedição 60 até 62. Retornou na Soyuz MS-15.                                                        | | [ 52 ] |
| 96   | Soyuz MS-15   | Oleg Skripochka Jessica Meir                                                                                                   |                         | 25.09.2019 — 17.04.2020 | 204d 15h 18m 27s                                                                                     | Expedição 61/62. | [ 53 ] |
| 96   | Soyuz MS-15   | Hazza Al Mansouri | 25.09.2019 — 03.10.2019 | 7d 21h 01m 38s          | 19º Expedição Visitante. Retornou na Soyuz MS-12. 1º astronauta dos Emirados Árabes Unidos.          | | [ 53 ] |